# Moskau Belarussischer Bahnhof
Der Belarussische Bahnhof (russisch Белорусский вокзал / Belorusski woksal) ist ein Kopfbahnhof in der russischen Hauptstadt Moskau und einer der wichtigsten Fernbahnhöfe der Stadt. Er wurde im Jahre 1870 erbaut und in der Zeit seines Bestehens mehrmals umbenannt; seinen jetzigen Namen erhielt er im Jahre 1936.

## Lage
Der Belarussische Bahnhof befindet sich etwas nordwestlich der historischen Moskauer Innenstadt an der Ausfallstraße Leningradski Prospekt, die aus der Twerskaja-Straße hervorgeht und stadtauswärts von der Fernstraße M10 fortgeführt wird. Der Bahnhof gilt im Allgemeinen als Kopfbahnhof, wobei allerdings ein Teil der Gleisanlagen Durchgangsgleise sind, die ihn mit dem Sawjolowoer Bahnhof verbinden. Wie alle anderen acht Großbahnhöfe Moskaus ist auch der Belarussische Bahnhof an das Moskauer Metronetz angebunden: Die Station Belorusskaja der Samoskworezkaja- und die gleichnamige Station der Kolzewaja-Linie verfügen über Ein- und Ausgänge in unmittelbarer Nähe des Empfangsgebäudes.

## Geschichte
Die Anfänge des Bahnhofs gehen auf den Baubeginn der Eisenbahnlinie von Moskau nach Smolensk zurück, die von dort aus weiter nach Minsk und Warschau verlängert werden sollte. Die Strecke, die anfangs als Moskau-Smolensker Eisenbahn (russ. Московско-Смоленская железная дорога) bezeichnet wurde, wurde ab 1868 verlegt. Als Standort für den künftigen Hauptbahnhof, der diese Strecke bedienen sollte, wurde ein vorher weitgehend ungenutztes Gelände in unmittelbarer Nähe der damaligen nordwestlichen Stadtgrenze gewählt. Bereits im April 1869 konnte mit der Errichtung der Bahnhofsanlagen begonnen werden. Am 19. September 1870 fand schließlich die feierliche Eröffnung der ursprünglich eingleisigen Eisenbahnstrecke nach Smolensk sowie des Bahnhofs, der den Namen „Smolensker Bahnhof“ erhielt, statt. Bereits im November 1871, nach der Verlängerung der Eisenbahnlinie bis zum Bahnhof Brest-Zentralny, wurde der Bahnhof in „Brester Bahnhof“ umbenannt.
Anfang des 20. Jahrhunderts war ein massiver Umbau des Bahnhofs überfällig, da die Moskau-Smolensker Eisenbahn inzwischen zweigleisig ausgebaut wurde und das Fahrgastaufkommen in den alten Empfangshallen und am bislang einzigen Bahnsteig nicht mehr ausreichend bewältigt werden konnte. In den Jahren 1907–1912 wurde daher das bestehende Bahnhofsgebäude um mehrere Anbauten erweitert, von denen einer extra für die Zarenfamilie bestimmt war. Die Anzahl der Bahnsteige wurde auf vier gesteigert. Insgesamt wurde die Fläche des Bahnhofs nach dieser Rekonstruktion um das Dreifache gegenüber dem alten Zustand erweitert.
Eine erneute Umbenennung des Bahnhofs erfolgte per Zarenerlass am 4. Mai 1912: An diesem Tag wurde die Moskau-Brester Eisenbahn zum Gedenken an den Zaren Alexander I. und seinen Sieg im Krieg gegen Napoleon vor genau 100 Jahren in „Alexanderbahn“ und der Bahnhof dementsprechend in „Alexander-Bahnhof“ (Александровский вокзал) umbenannt. Im August 1922 wurden die Alexanderbahn und die Bahnstrecke von Moskau ins Baltikum in die „Moskau-Belarussisch-Baltischen Eisenbahnen“ vereinigt; dies war der Anlass, den Bahnhof in „Belarussisch-Baltischen Bahnhof“ (Белорусско-Балтийский вокзал) umzubenennen.
Im Mai 1936, nach der bisher letzten größeren Reorganisation des sowjetischen Bahnnetzes, bekam der Bahnhof schließlich seinen heute noch gültigen Namen.

## Architektur
Das Empfangsgebäude des Belarussischen Bahnhofs in seiner heutigen Ausführung stammt aus der Rekonstruktion der Jahre 1907–1912. Es wurde damals in einem neoklassizistischen Stil gehalten, wobei auch Elemente des Empire zu erkennen sind. Das Projekt der beiden Seitenflügel des Gebäudes stammt vom Architekten Iwan Strukow. Der rechte Flügel wurde am 25. Mai 1910, der linke am 26. Februar 1912 eingeweiht.

## Galerie

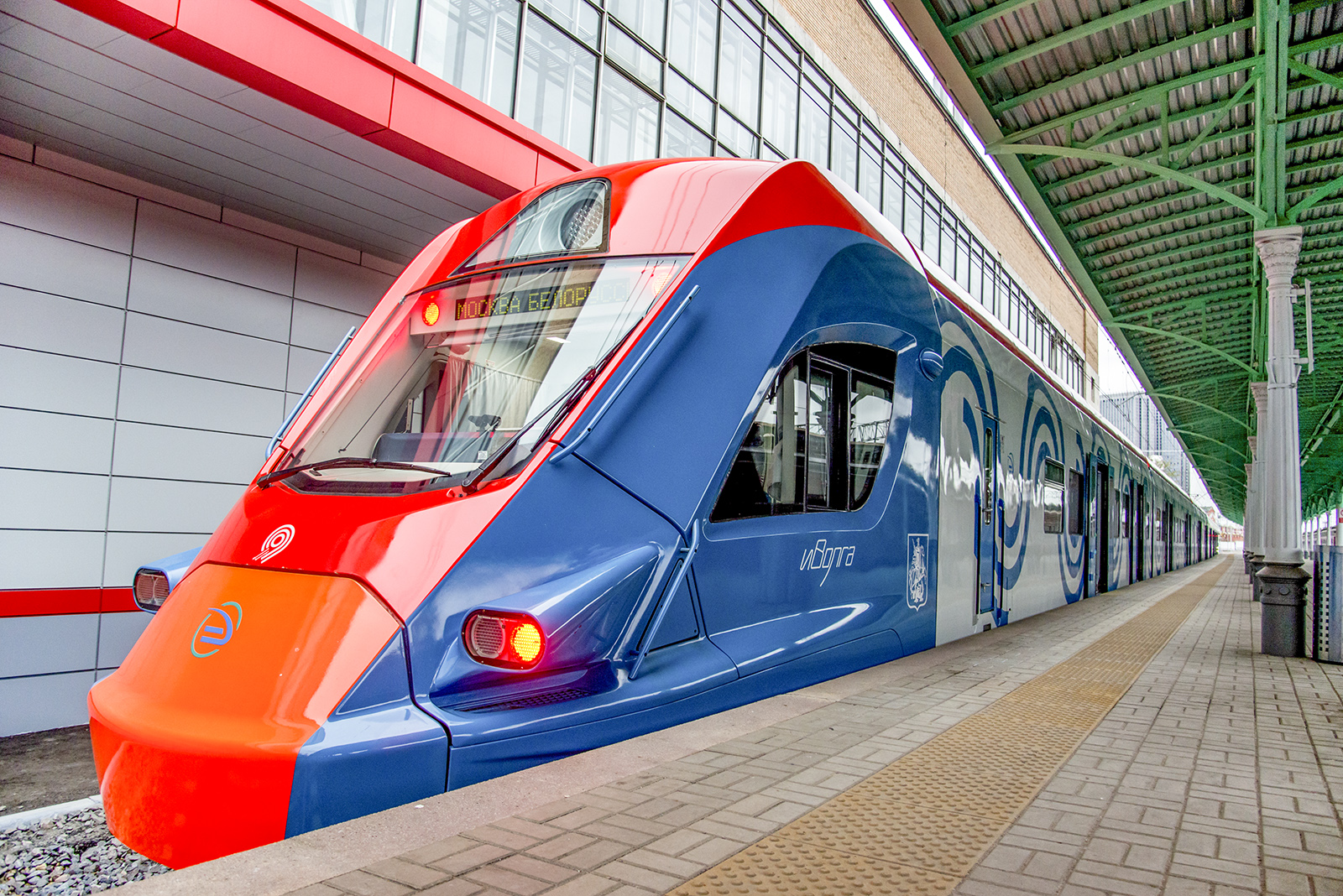
Vorortexpress Iwolga im Belarussischen Bahnhof
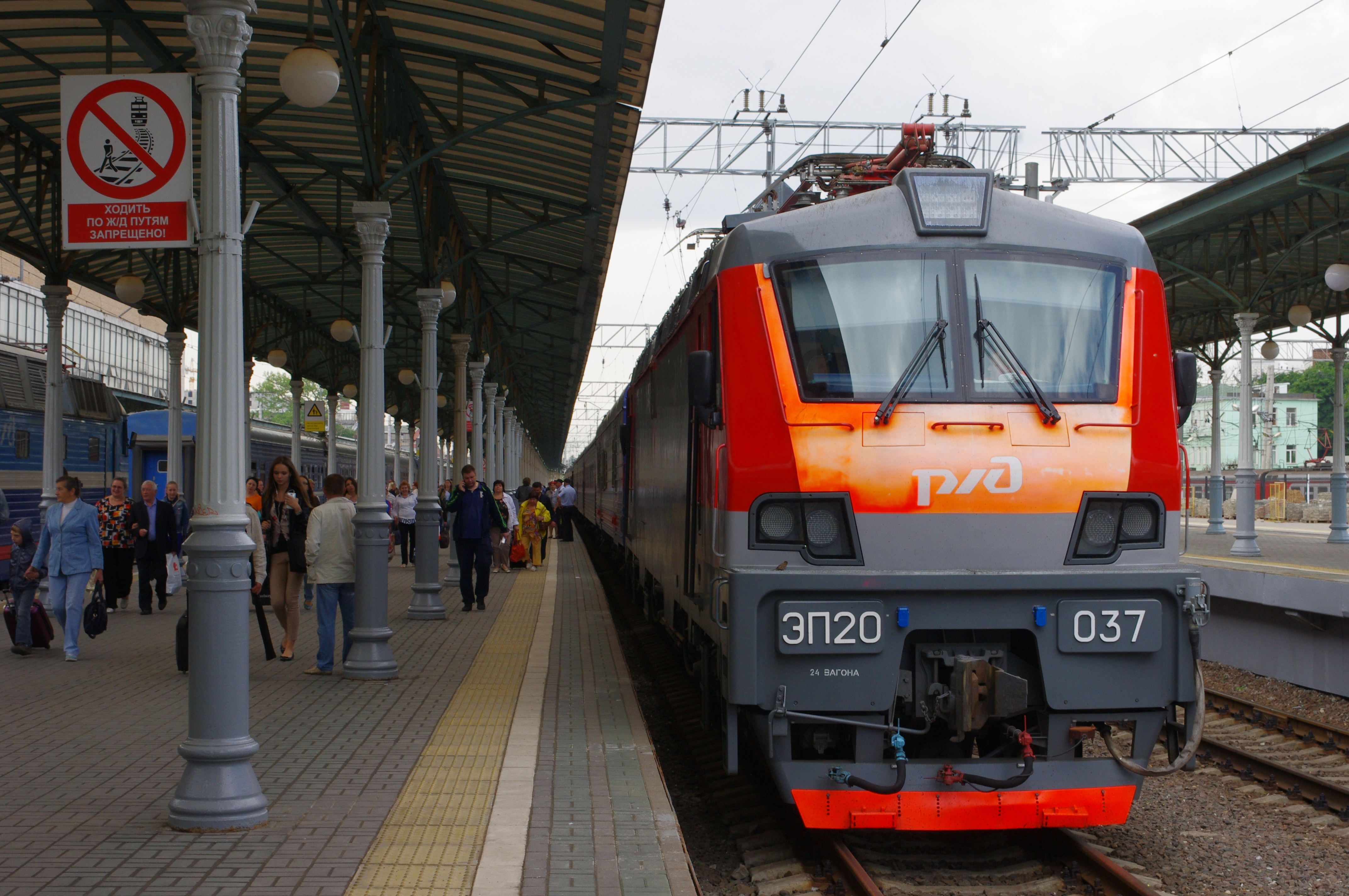
RŽD-Baureihe ЭП20 auf dem Bahnsteig mit einem Zug
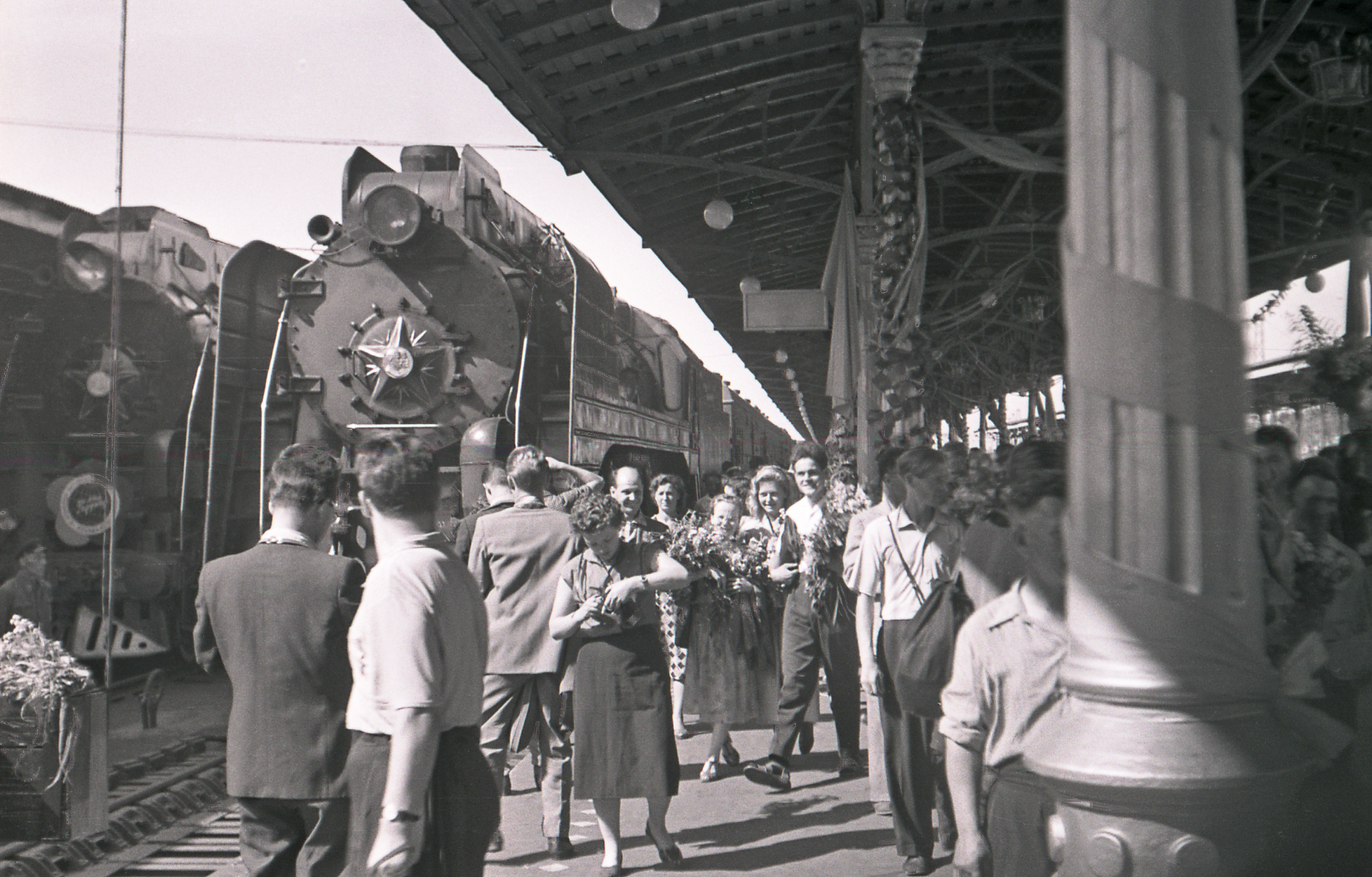
1957: Ankunft deutscher Teilnehmer der VI. Weltfestspiele der Jugend und Studenten am Belarussischen Bahnhof
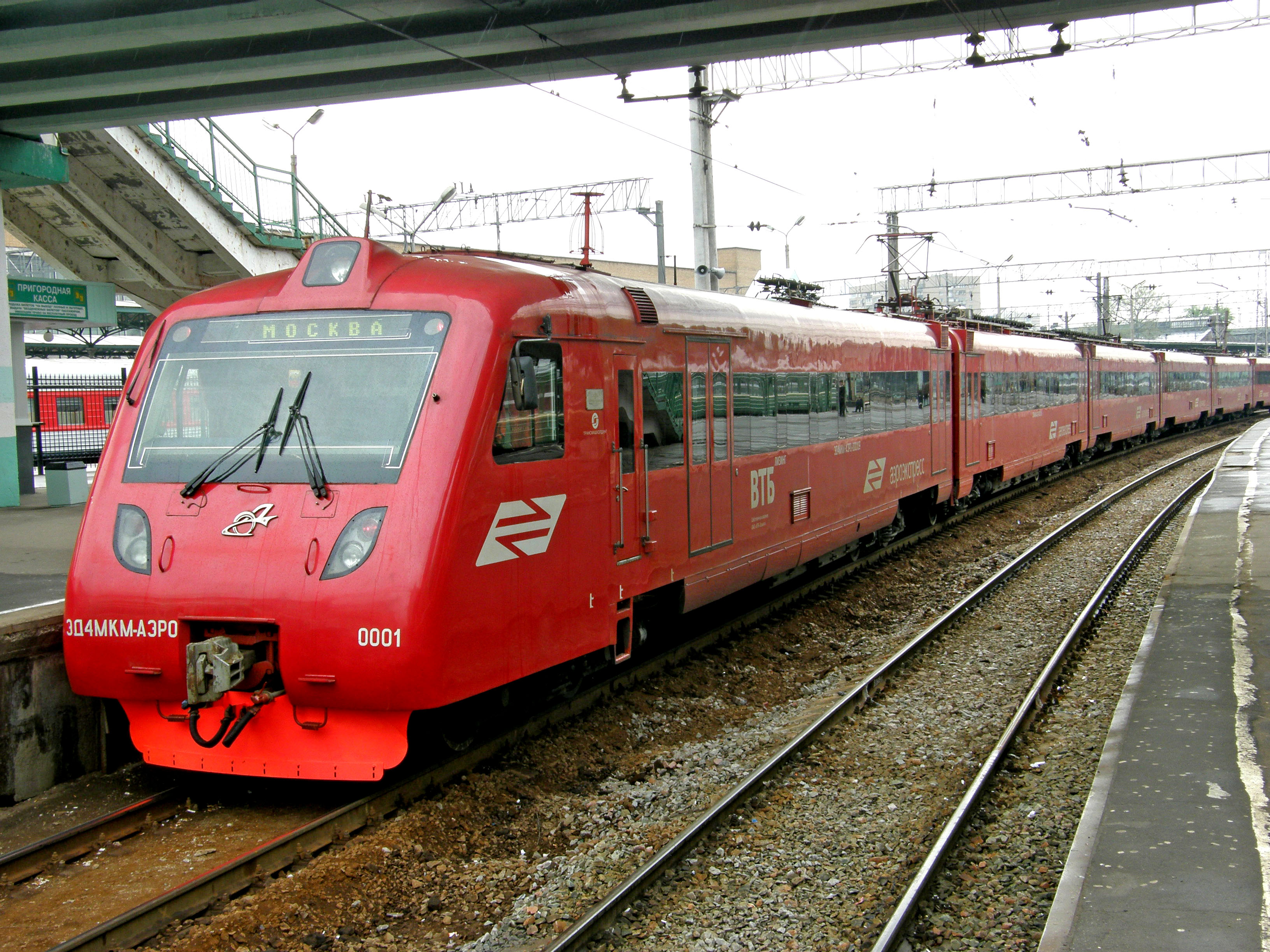
Aeroexpress zum Flughafen Scheremetjewo

## Zugverkehr
Personenfernzugverbindungen bestanden 2019 vom Moskauer Belarussischen Bahnhof unter anderem zu folgenden Zielen:
| Staat       | Stadt                                                     | Betreiber              |
| ----------- | --------------------------------------------------------- | ---------------------- |
| Deutschland | Berlin, Frankfurt                                         | Russische Eisenbahnen  |
| Frankreich  | Paris (EN 452/453), Nizza (Moskau-Nizza-Express)          | Russische Eisenbahnen  |
| Tschechien  | Prag                                                      | Russische Eisenbahnen  |
| Polen       | Warschau                                                  | Russische Eisenbahnen  |
| Russland    | Belgorod, Workuta, Smolensk, Kaliningrad, Kotlas, Rybinsk | Russische Eisenbahnen  |
| Russland    | Archangelsk, Nowosibirsk                                  | Belaruskaja tschyhunka |
| Belarus     | Minsk, Hrodna, Brest, Homel, Polazk                       | Belaruskaja tschyhunka |

Darüber hinaus verkehren von hier aus Nahverkehrszüge (sogenannte Elektritschki) unter anderem nach Odinzowo, Moschaisk, Gagarin und Wjasma. Seit August 2009 besteht vom Belarussischen Bahnhof außerdem unter dem Markennamen Aeroexpress eine regelmäßige direkte Expresszugverbindung zum internationalen Flughafen Scheremetjewo.